# Dennis Siver

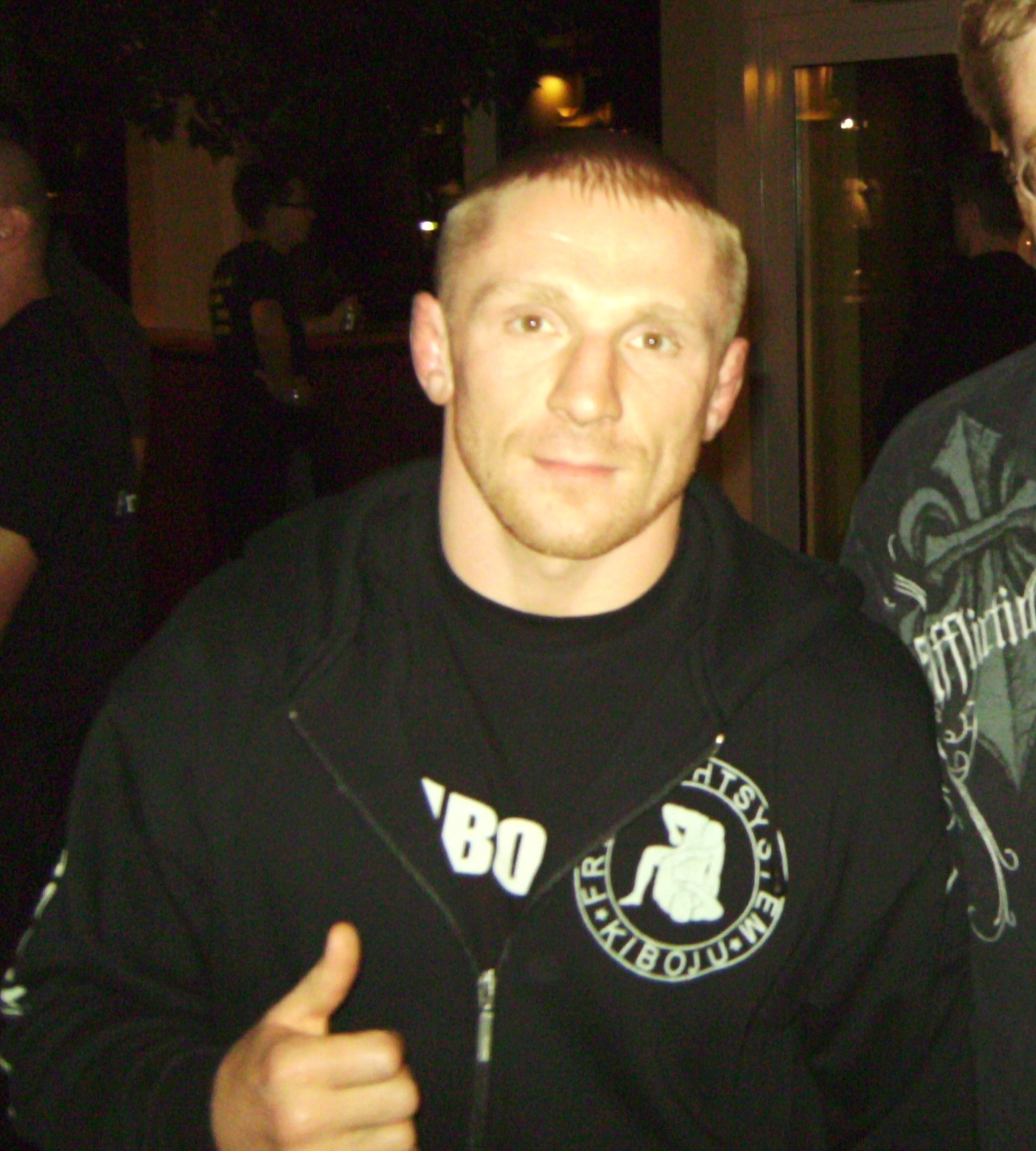
Dennis Siver

Dennis Siver (Omsk, 13 januari 1979) is een Duits MMA-vechter. Hij kwam uit in de vedergewichtdivisie van de UFC.
Na zijn overwinning op Jim Wallhead, werd Siver getekend door de UFC. Zijn debuut was tegen Jess Liaudin in Manchester, Engeland, waar hij verloor door middel van een submissie (armklem), slechts 81 seconden in de eerste ronde.